# Lorillard Tobacco Company
La Lorillard Tobacco Company è stata un'azienda statunitense attiva nell'industria del tabacco, produttrice e proprietaria, fra le altre cose, di celebri marchi di sigarette tra i quali Newport, Maverick, Old Gold, Kent, True, Satin e Max.

## Storia

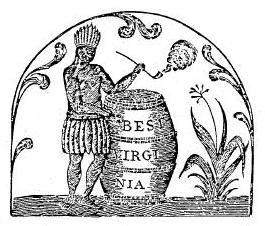
La famosa etichetta Lorillard con il barilotto di tabacco e un nativo americano che fuma.

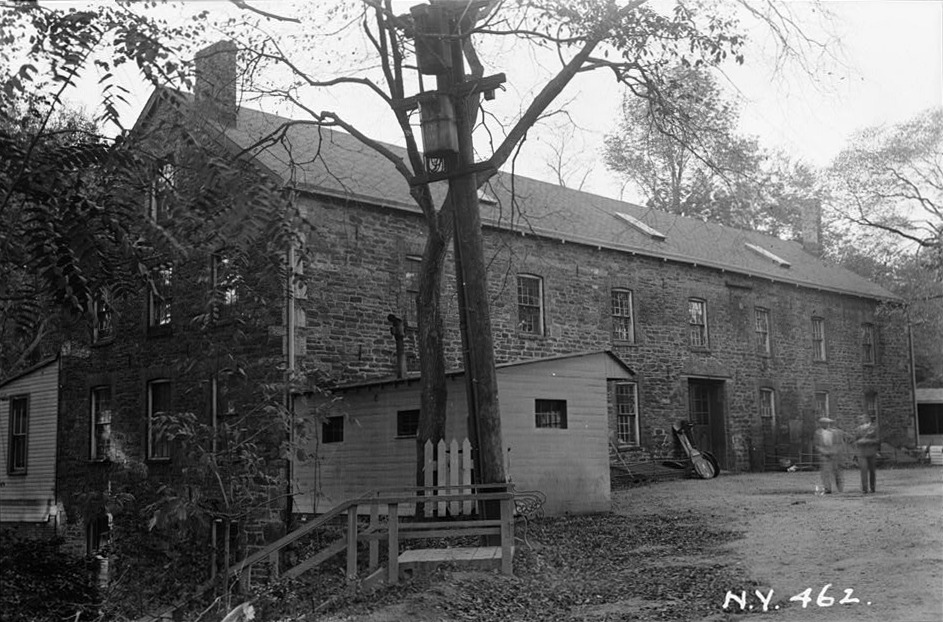
Esterno di uno degli impianti di produzione storici della Lorillard, costruito nel 1840, in una fotografia del 1936.

L'azienda, che alla sua nascita si chiamava "Lorillard's Snuff and Tobacco", prende il nome dal suo fondatore, Pierre Abraham Lorillard (conosciuto anche come 'Pierre Lorillard I'). Questi, un imprenditore francese naturalizzato statunitense, iniziò la sua produzione di tabacco da fiuto (la prima del Nord America) nel 1760 all'interno di una casa affittata in Chatham Street, oggi Park Row, nel quartiere di Lower Manhattan.
Dopo la morte del fondatore, avvenuta nel 1776 ad opera di mercenari assiani al soldo dell'esercito britannico, durante l'occupazione inglese di New York, i suoi figli Pierre e George presero le redini dell'azienda di famiglia nel 1792 continuando l'opera del padre e costruendo una sede ben più grande nei pressi del fiume Bronx.
Nel 1899, la American Tobacco Company, fondata nel 1890 da James Buchanan Duke, mise in piedi un'altra azienda in New Jersey, chiamata Continental Tobacco Company, che iniziò a prendere un sempre maggior controllo di molte aziende del tabacco più piccolo e così, nel 1910, Duke arrivò così ad avere il controllo della Lorillard oltre a quello della suddetta American Tobacco Company. Nel 1911 però la Corte d'appello degli Stati Uniti giudicò la American Tobacco Company colpevole di abuso di posizione dominante ed emise nei suoi confronti un ordine di scioglimento, il che creò per la Lorillard l'opportunità di tornare ad essere nuovamente un'azienda indipendente.
Nel 1925, con la salita al ruolo di presidente di Benjamin Lloyd Belt, la Lorillard intraprese un periodo di grandi cambiamenti. Membro della compagnia sin dal 1911, Belt fu infatti artefice di alcune iniziative che incrementarono di molto le entrate dell'azienda. Egli decise ad esempio di priorizzare la promozione del marchio di sigarette Old Gold rispetto a quello del tabacco da masticare Beech-Nut, utilizzando mezzi pubblicitari come la trasmissione radio Old Gold on Broadway e sponsorizzazioni come "Old Gold presenta Paul Whiteman e la sua orchestra", uno show settimanale della durata di un'ora che andò in onda tutti i martedì notte sulla CBS dal 5 febbraio 1929 al 6 maggio 1930. Quando a metà del 1929 l'orchestra di Whiteman dovette recarsi ad Hollywood per partecipare al film King of Jazz, la Lorillard affittò con marchio Old Gold uno speciale treno ad otto vagoni per portare Whiteman e il suo entourage sulla costa occidentale, facendo fermate in ben sedici città attraverso il paese. In seguito il marchio Old Gold sponsorizzò il programma di Artie Shaw del martedì notte chiamato "Melody and Madness", in onda sulla CBS Radio dal 20 novembre 1938 al 14 novembre 1939.
Belt deteneva ancora la carica presidente quando morì nel 1937was still president when he died in 1937.

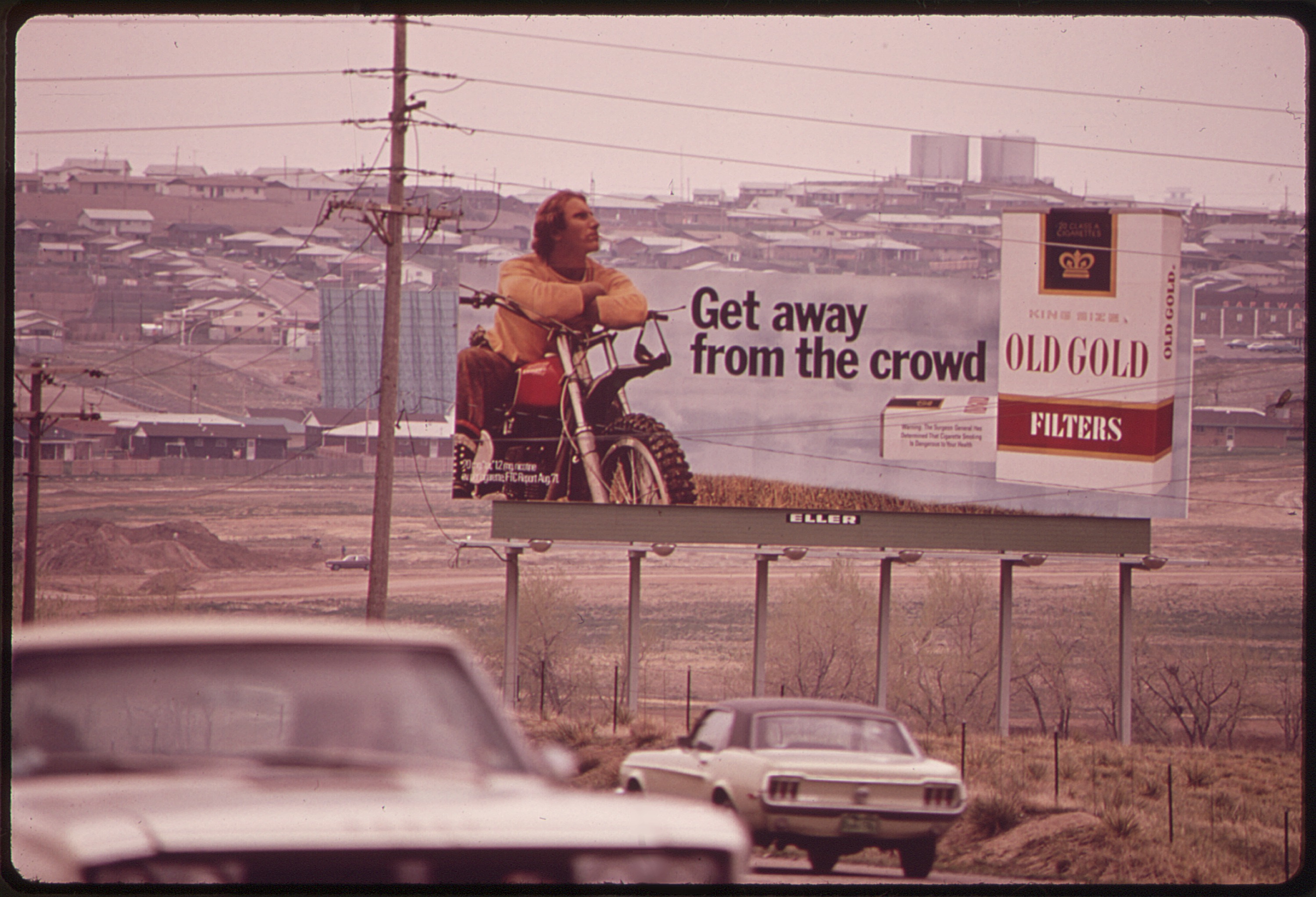
Un cartellone pubblicitario delle sigarette Old Gold esposto a Denver nel maggio 1972.

Nel 1956 l'azienda, che nel frattempo aveva cambiato ragione sociale in "Lorillard Tobacco Co.", aprì un nuovo impianto di produzione di sigarette nella cittadina di Greensboro, nella Carolina del Nord, spostando la produzione da Jersey City, nel New Jersey, e da Richmond, in Virginia. Sempre a Greensboro, nel 1997, sarà poi spostato, da New York, anche il quartier generale della Lorillard, passata nel frattempo, nel 1968, tra le proprietà della Loews Corporation, mentre un nuovo impianto di produzione verrà aperto a Louisville, in Kentucky.
Nel 2002 la Loews creò la Carolina Group, una holding sotto cui raggruppare si propri asset nell'industria del tabacco, ed iniziò a venderne azioni sul mercato finché, il 10 maggio 2006, ne cedette il controllo passando dal 53,7% al 46,3% della proprietà con una vendita di 15 milioni di azioni per un controvalore di circa 740 milioni di dollari.
Nel 2008, la Lorillard Tobacco Co. fu separata dalla propria capogruppo, la Loews, e divenne una società indipendente di capitali ad azionariato diffuso.
Nell'aprile 2012, la Lorillard ha acquistato l'azienda privata produttrice di sigarette elettroniche blu eCigs per 135 milioni di dollari in contanti, segnando la prima incursione di un'azienda dell'industria del tabacco nel mercato delle sigarette elettroniche. La compagnia acquistata ha avuto un fatturato di circa 30 milioni di dollari nel 2010, vedendo i suoi prodotto venduti in oltre 13.000 negozi, inclusi quelli facenti parte delle catene Walgreens e Sheetz.
Nel luglio del 2014 la Reynolds American Inc. (una joint venture creata fra la filiale americana della British American Tobacco e la R.J. Reynolds Tobacco Company) annunciò l'acquisto, poi completato nel giugno del 2015 con la completa inglobazione della compagnia e la sparizione del suo nome dal mercato, della Lorillard Tobacco Company per 27,4 miliardi di dollari; onde evitare problemi di antitrust la fusione comprese anche la vendita alla Imperial Tobacco Company (che poi cambierà nome in "Imperial Brands" nel 2016), per 7,1 miliardi di dollari, di alcuni marchi di sigarette di proprietà delle due aziende, tra cui Kool, Winston, Salem, Maverick e del marchio di sigarette elettroniche Blu eCigs.

## Vicende giudiziarie
Testimoniando sotto giuramento davanti al Congresso nel 1994, l'allora amministratore delegato della Lorillard, Andrew Tisch disse di non credere che la nicotina creasse dipendenza né che fumare sigarette provocasse il cancro.
Nel 1997, la Lorillard fu una delle quattro aziende legate all'industria del tabacco a iniziare il negoziato che portò nel novembre 1998 al Tobacco Master Settlement Agreement fra "Big Tobacco" e 46 stati degli Stati Uniti d'America.
Nel 2006, la Lorillard fu condannata, assieme alla Philip Morris e alla R. J. Reynolds, secondo la legge RICO. In seguito la Corte Suprema ha confermato la sentenza, in cui il giudice Kessler ha scritto,

"[W]hat this case is really about . . . is about an industry, and in particular these Defendants, that survives, and profits, from selling a highly addictive product which causes diseases that lead to a staggering number of deaths per year, an immeasurable amount of human suffering and economic loss, and a profound burden on our national health care system. . . . In short, Defendants have marketed and sold their lethal product with zeal, with deception, with a single-minded focus on their financial success, and without regard for the human tragedy or social costs that success exacted."

ossia:

"Che cosa riguarda questo caso. . . riguarda un'industria, e in particolare questi imputati, che sopravvive, e guadagna, con la vendita di prodotti altamente assuefacenti che causano malattie che portano ad un incredibile numero di morti all'anno, ad una incommensurabile quantità di sofferenze umane e di perdite economiche e ad un pesantissimo fardello per il nostro sistema sanitario nazionale . . . . In breve, gli imputati hanno commercializzato e venduto i loro letali prodotti con zelo, con inganno, ponendo la loro attenzione solo sui propri successi finanziari e senza alcun riguardo per la tragedia umana e i costi sociali che questi successi causavano."

Al fine di aderire ai regolamenti emessi dalla FDA statunitense, la Lorillard ebbe tempo fino al 22 giugno 2010 per rietichettare i propri prodotti commercializzati come "Lights", "Ultra-Lights", "Medium", "Mild", "Full Flavor", o simili che davano la falsa impressione secondo cui alcuni prodotti del tabacco erano più salutari rispetto ad altri.
Nel dicembre 2010, un tribunale di Boston emise un verdetto secondo il quale la Lorillard Tobacco Company era condatta a pagare 151 milioni di dollari per aver distribuito sigarette gratuite ai bambini nell'ambito di progetti di popolazione urbana negli anni cinquanta. Una delle querelanti, Marie Evans, morta di cancro ai polmoni prima dello svolgersi del processo, secondo i documenti mostrati dai suoi avvocati, aveva solo nove anni quando ricevette le sigarette in omaggio.
Nel 2014, dopo una negoziazione con la PETA, la Lorillard ha annunciato che non avrebbe più testato i propri prodotti sugli animali. In un comunicato, la compagnia ha fatto sapere che "utilizzera metodi alternativi scientificamente convalidati e tecnologie che evitino l'utilizzo di animali. Tali test potrebbero includere sia test su colture cellulari in vitro che simulazioni su avanzati modelli informatici".

## I "Cigarette camp"
Campo Old Gold è stato uno dei diversi accampamenti dell'esercito statunitense costruiti nei pressi della cittadina francese di Le Havre nella seconda guerra mondiale. In particolare il campo Old Gold era ubicato nei pressi di Ourville-en-Caux. Come spiegato nella sezione "Introduction: The Cigarette Camps" del sito, The Cigarette Camps: The U.S. Army Camps in the Le Havre Area:

"Le aree di sosta e di passaggio dei campi erano state chiamate con il nome di marche di sigarette americane, mentre le aree abitative avevano il nome di città americane. I nomi delle sigarette e delle città erano stati scegli per due motivi, il primo, e il principale, dei quali era la sicurezza. Riferirsi ad un accampamento senza dare indicazioni sulla sua posizione geografica era infatti un buon modo per assicurarsi che il nemico non venisse a conoscenza della sua ubicazione: chiunque avesse provato ad intercettare il traffico radio avrebbe creduto che si stesse parlando di sigarette o che l'accampamento in questione fosse negli Stati Uniti. Il secondo motivo era prettamente psicologico, si riteneva infatti che alle truppe che stavano per andare in battaglia non sarebbe dispiaciuto sostare in un posto che prometteva di essere pieno di sigarette e che i soldati in partenza per la prima linea sarebbero stati in qualche modo confortati dal sentire nomi di città a loro familiari."